# Університет Британської Колумбії
Університет Британської Колумбії (англ. The University of British Columbia, акронім: UBC) — у Британській Колумбії провінційний громадський науково-дослідницький університет; кампуси — у містах Ванкувер і Келоуна.
Найбільший університет у Британській Колумбії, заснований у 1908, налічує сьогодні більш ніж 39 000 студентів і наукових співробітників.
На території ванкуверського кампусу розміщена національна лабораторія TRIUMF.

## Факультети й коледжі
До університету належать, між іншими, такі факультети й коледжі у місті Ванкувер:
- Факультет прикладних наук (інженерія)
- Факультет мистецтв
- Бізнес-школа ім. В. Садера
- Факультет стоматології
- Факультет освіти
- Факультет лісництва
- Факультет творчих і критичних студій
- Факультет оздоровчих наук і соціального розвитку
- Факультет права
- Факультет медицини
- Факультет фармацевтичних наук
- Факультет точних і математичних наук

## Видатні випускники університету
- Альберт Бандура (англ. Albert Bandura), психолог українського походження.
- П'єр Бертон (англ. Pierre Berton), автпор, історик і журналіст.
- Ерін Моуре (англ. Erin Mouré), відома сучасна канадська поетеса, перекладач.
- Чарльз Джозеф Кларк (англ. Joe Clark), 16-й прем'єр-міністр Канади (1979—1980).
- Джон Нап'єр Тернер (англ. John Turner), 17-й прем'єр-міністр Канади (1984).
- Ким Камбель (англ. Kim Campbell), 19-й прем'єр-міністр Канади (1993).
- Брокхауз Бертрам (англ. Bertram Brockhouse) , Нобелівська премія з фізики «За створення нейтронної спектроскопії» (1994).
- Роберт Манделл (англ. Robert Mundell) Нобелівська премія з економіки «За аналіз монетарної і фіскальної політики при різних обмінних курсах і за аналіз оптимальних валютних зон» (1999).
- Кітті Сьюелл — шведська романістка.

## Галерея

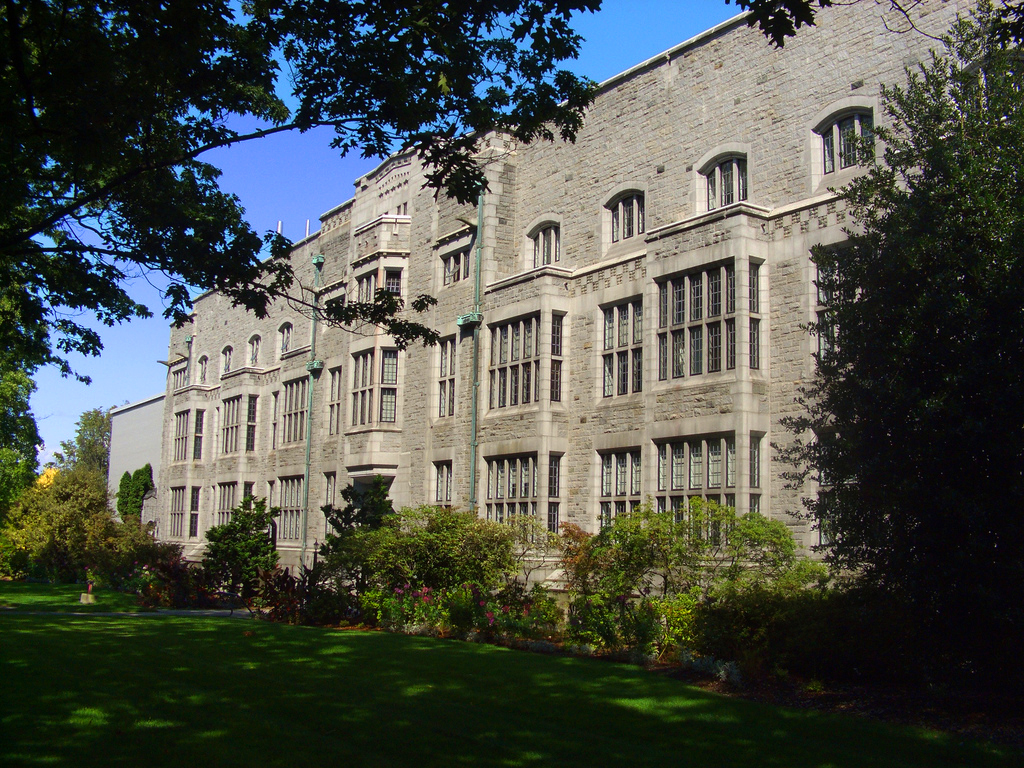
Будинок хімії
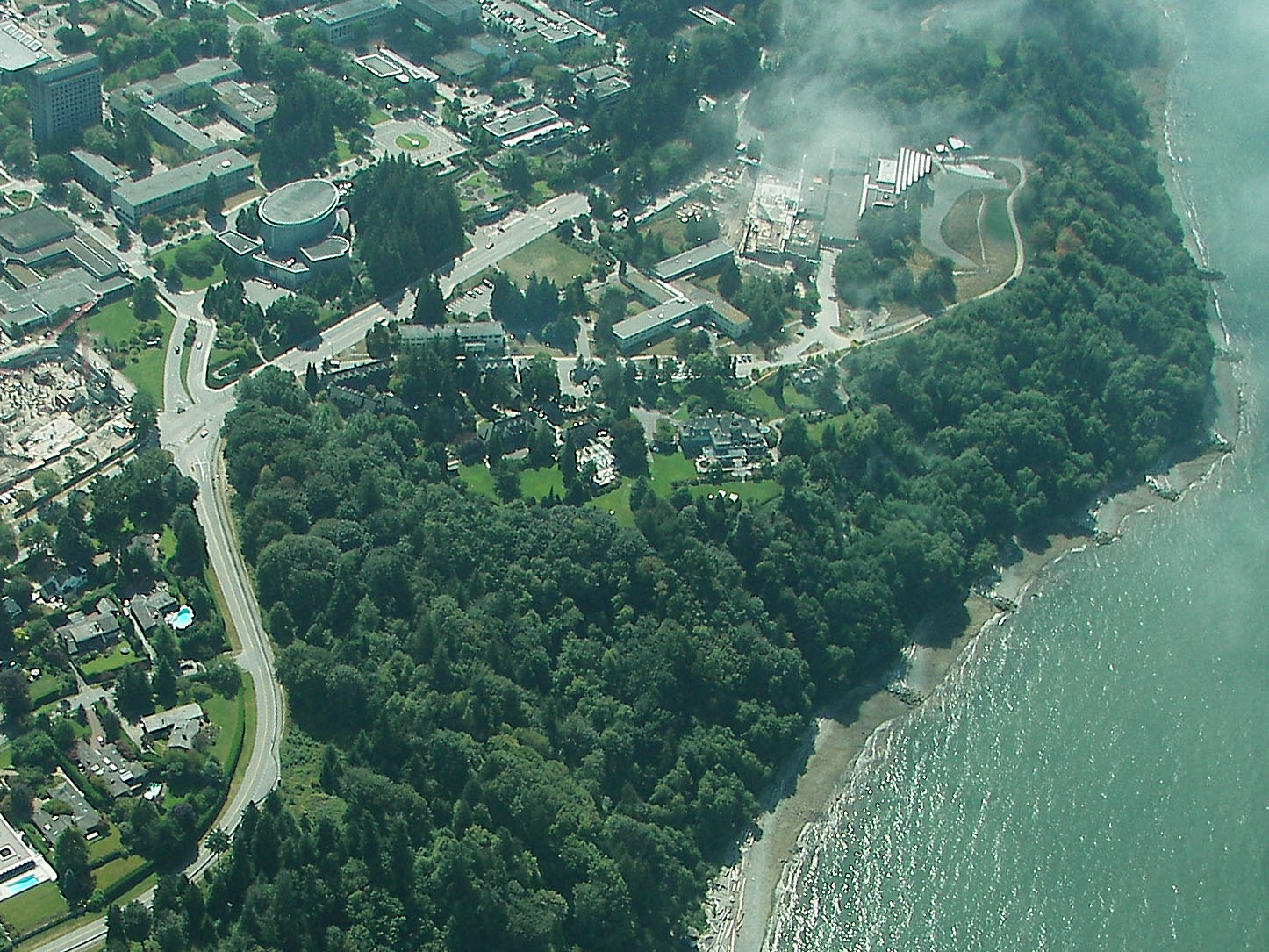
Британо-колумбійський університет: Північна частина Ванкуверського кампусу (аерофотознімок)
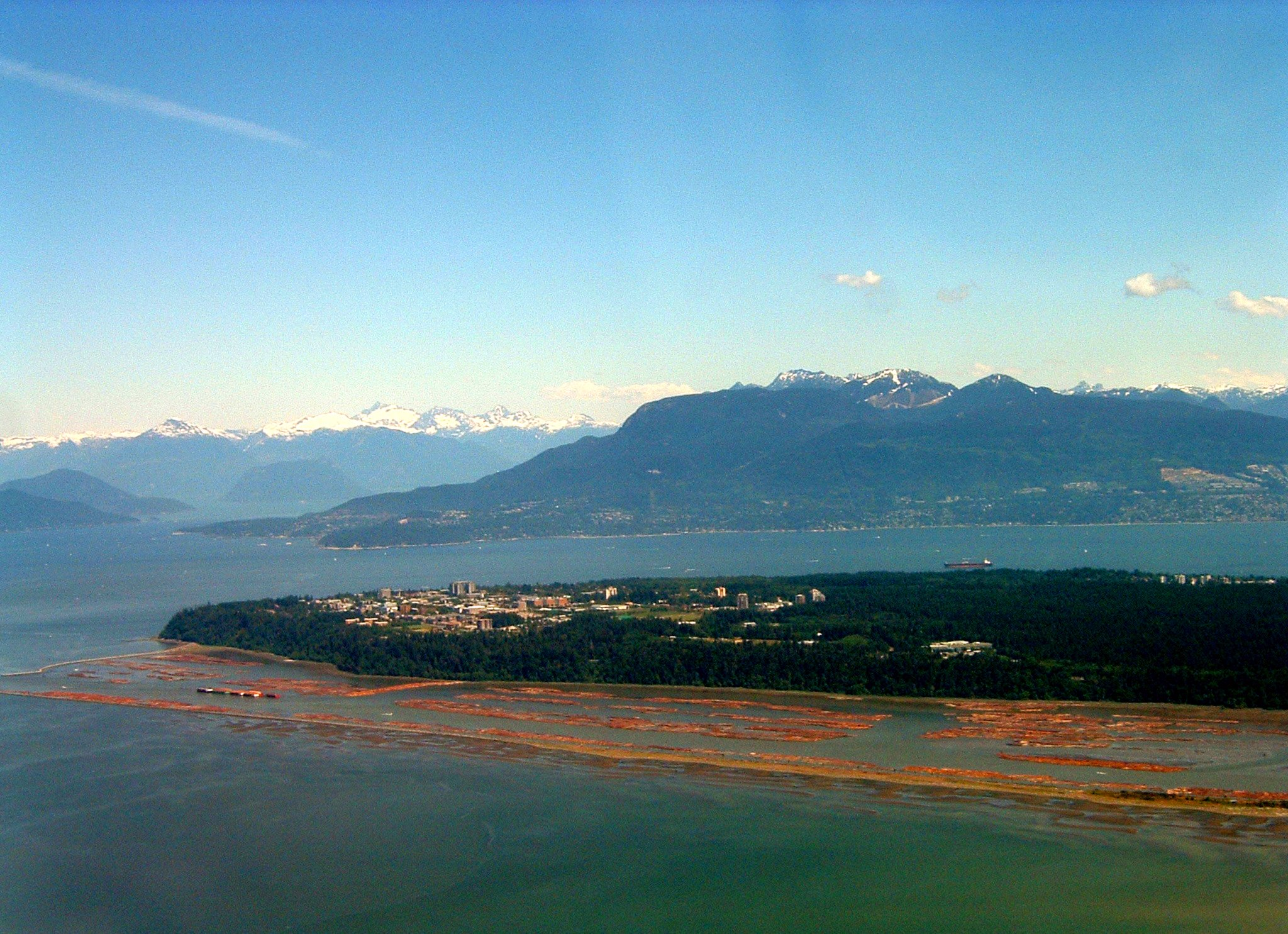
Британо-колумбійський університет: Ванкуверський кампус (аерофотознімок)
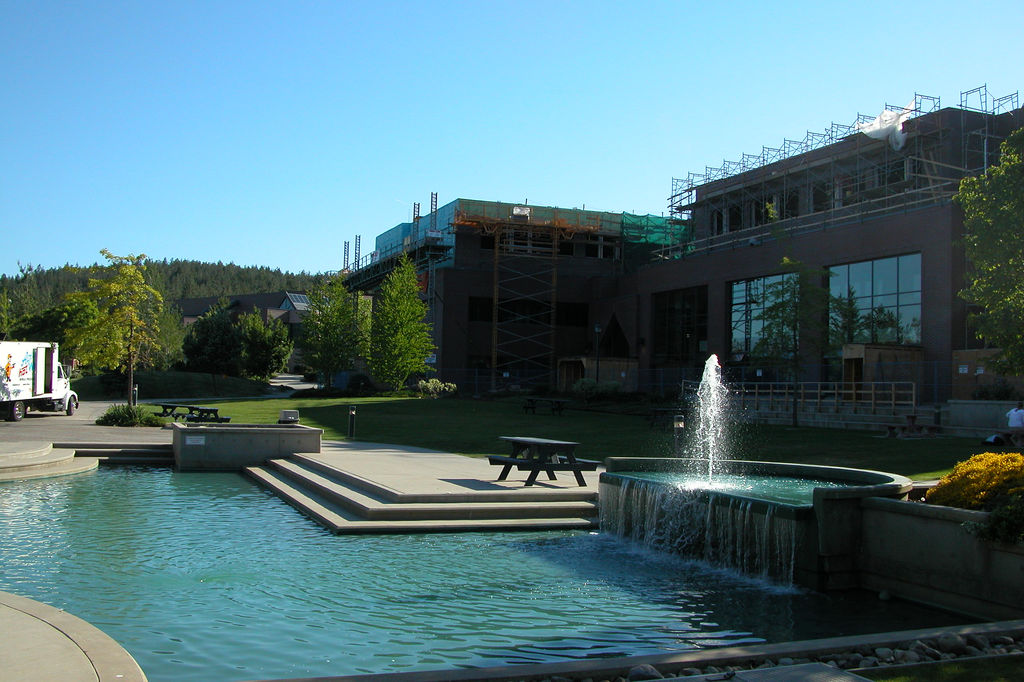
Британо-колумбійський університет: Келонський кампус (аерофотознімок)
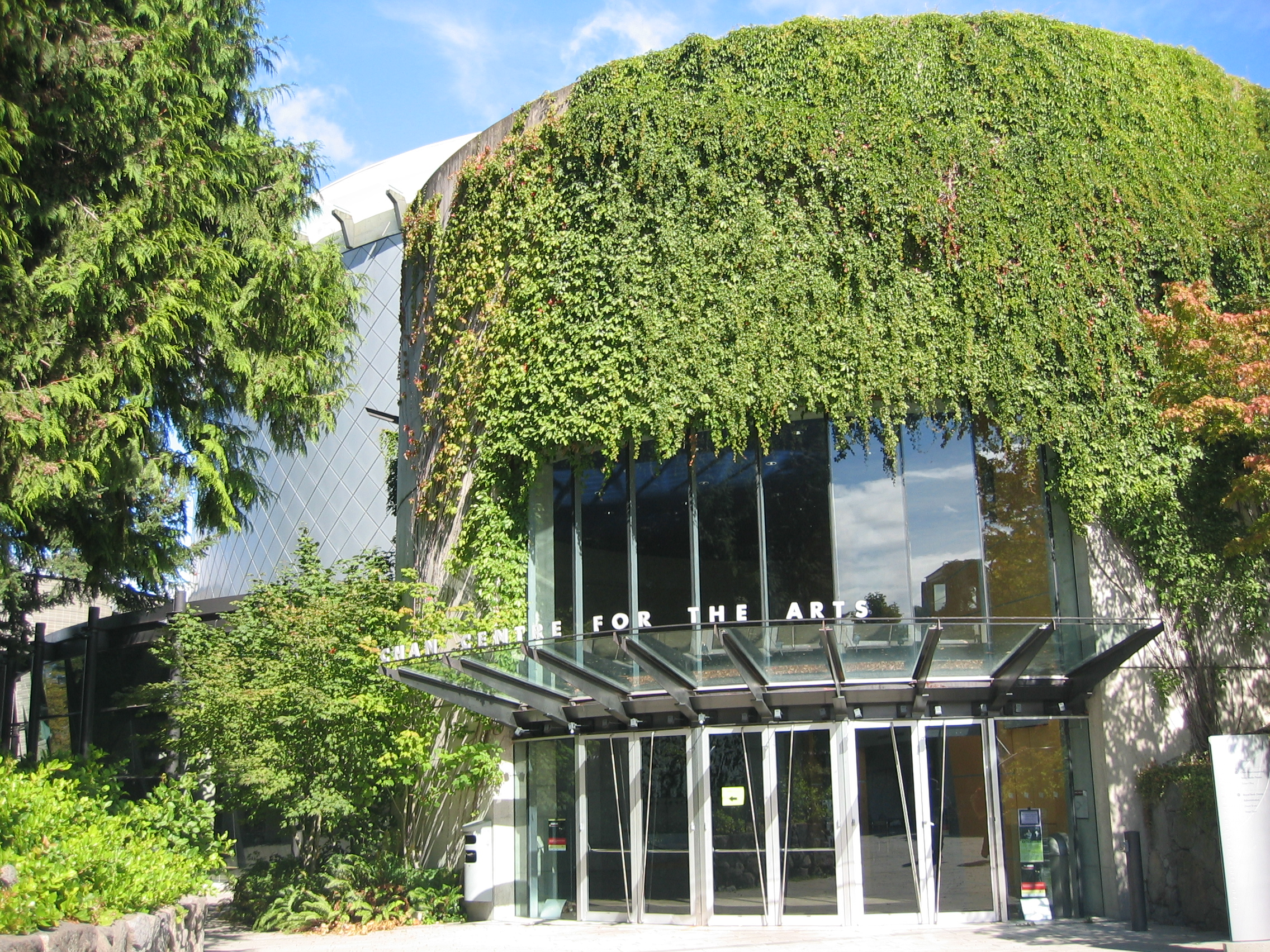
Концертний центр ім. Шон Чан

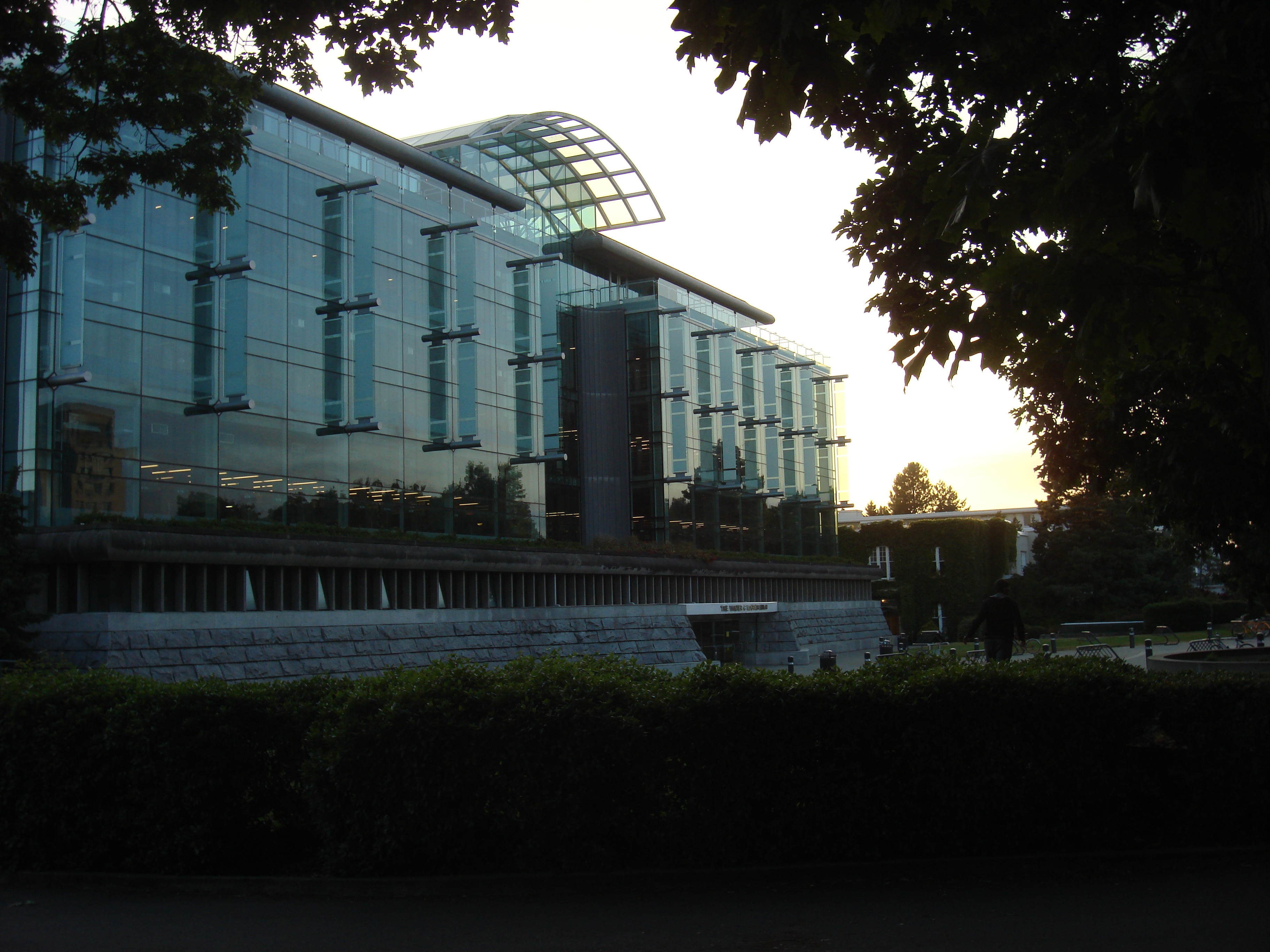
Бібліотека ім. Вальтера Ч. Корнера
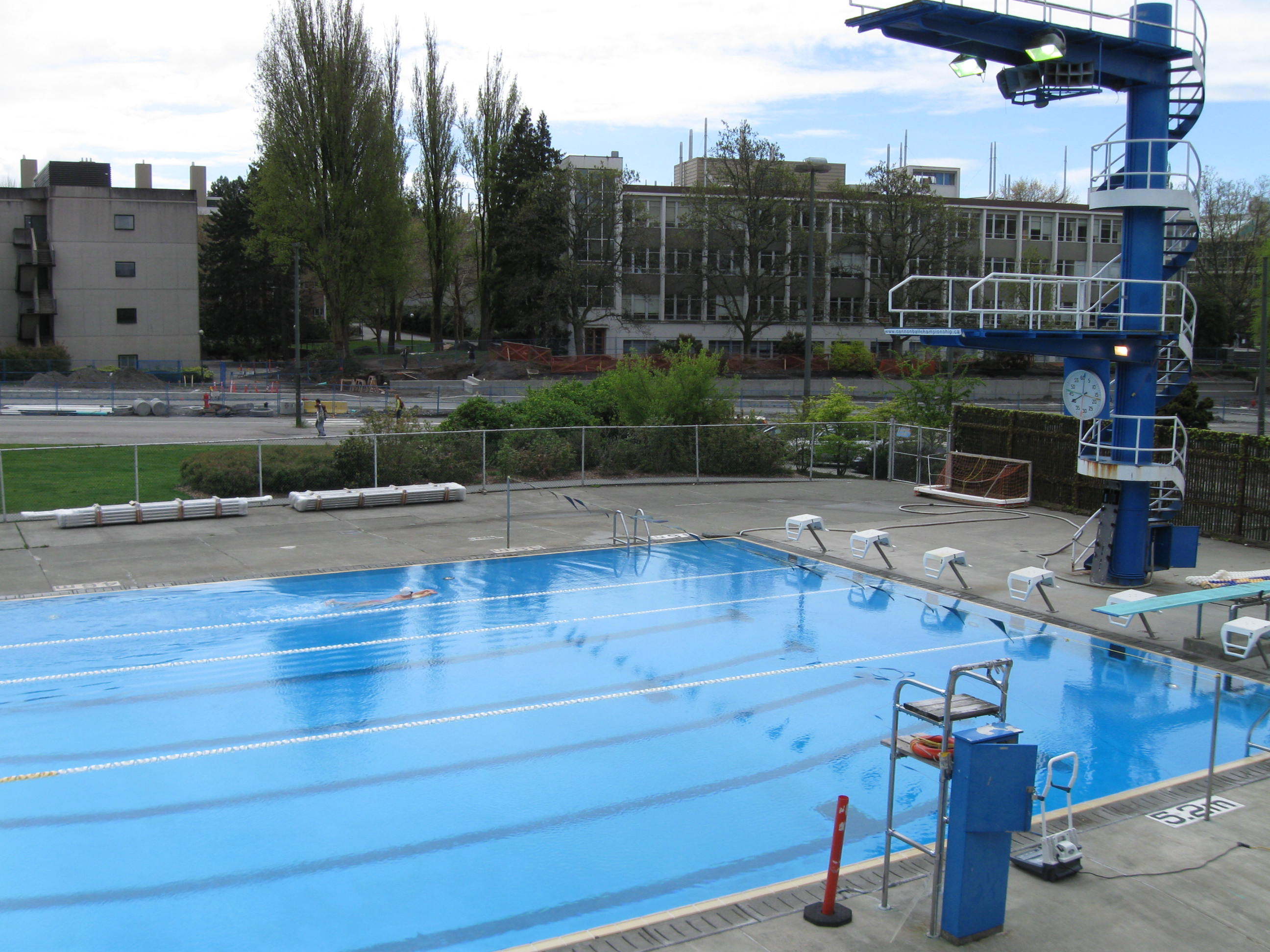
Басейн Національного плавального центру
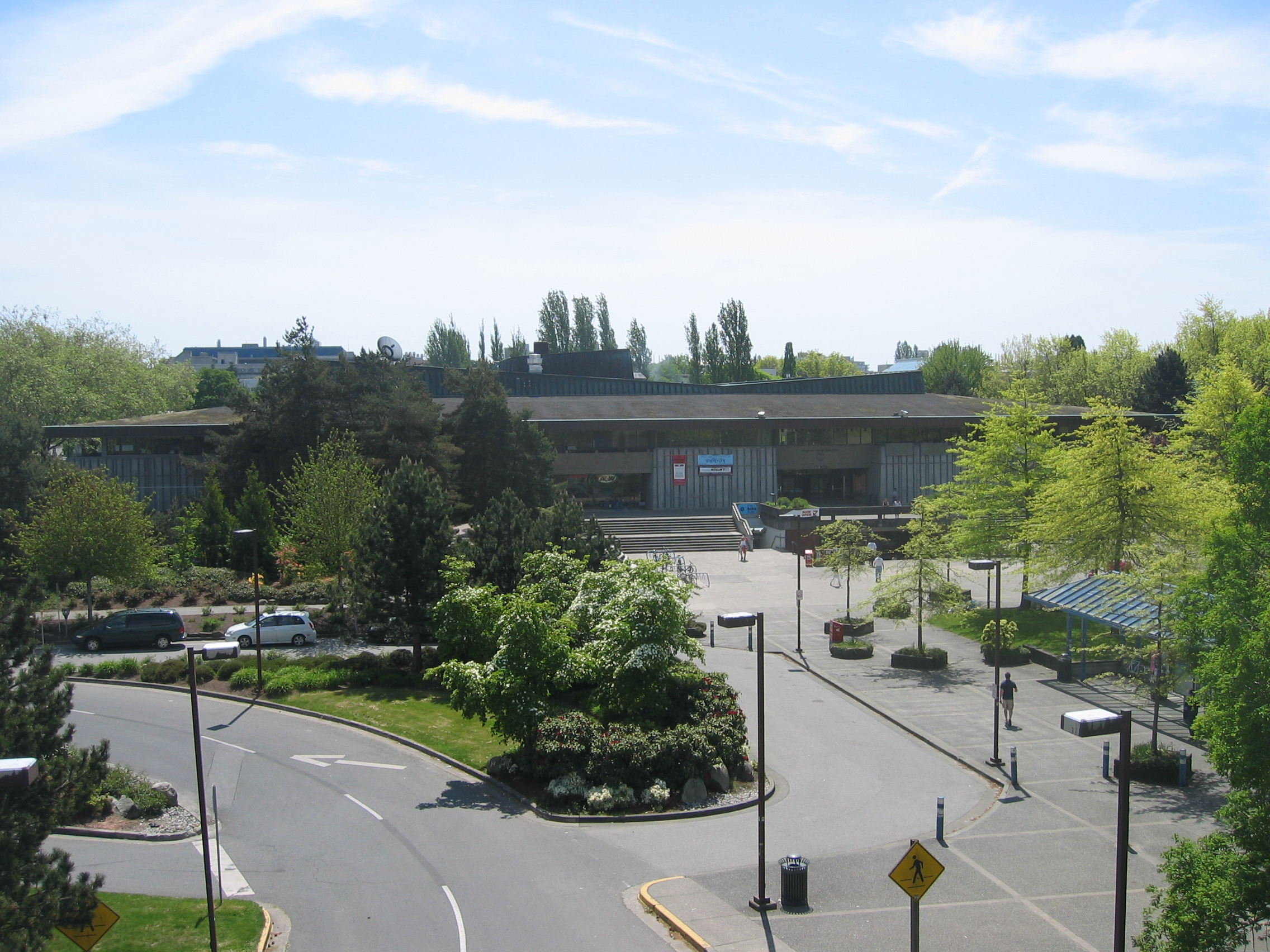
Будунок «SUB-at-UBC»